# David Bronner
David Bronner (* 20. März 1965 in Wien; † 9. November 2023 auf Malta) war ein österreichischer Musikproduzent und Pianist.

## Leben
David Bronner war ab Mitte der 1980er-Jahre der Produzent von österreichischen Popmusikern und -Bands wie beispielsweise Andy Baum, Hubert von Goisern oder den Alpinkatzen. Ab 1994 produzierte er die Alben der Ersten Allgemeinen Verunsicherung. Als 1995 Nino Holm ausstieg, wurde er bis 1998 als Keyboarder fester Bestandteil der Band und wirkte danach noch bei einigen späteren Alben mit.
Daneben war Bronner wiederholt an der Produktion österreichischer Beiträge zum Eurovision Song Contest beteiligt und einer der Produzenten sowie am Keyboard von Conchita Wursts Gewinnertitel Rise Like a Phoenix beim ESC 2014. Mehrfach war er in der Kategorie Best Sound für den Amadeus Austrian Music Award nominiert, 2016 mit Conchita von Conchita Wurst, 2019 mit From Vienna With Love von Conchita/Wiener Symphoniker und 2022 mit Out of the Blue von Florence Arman. Bei der Preisverleihung 2023 gewann er den Preis für Irgendwas mit Dreißig von Lemo.
Sein Vater war der Autor, Musiker und Kabarettist Gerhard Bronner (1922–2007), sein Halbbruder ist der Journalist Oscar Bronner (* 1943). 
David Bronner verstarb am 9. November 2023 mit 58 Jahren während eines Urlaubsaufenthalts auf Malta.